# بادم‌لی (دینار)
بادم‌لی (به ترکی استانبولی: Bademli) یک منطقهٔ مسکونی در ترکیه است که در دینار (شهر) واقع شده‌است.